# Диас, Рамон
Рамо́н А́нхель Ди́ас (исп. Ramón Ángel Díaz; 29 августа 1959, Ла-Риоха) — аргентинский футболист и футбольный тренер. Рекордсмен клуба «Ривер Плейт» по количеству выигранных чемпионатов Аргентины в качестве тренера — 7 титулов.

## Биография
Рамон Диас родился в Ла-Риохе, но уже в начале 60-х с семьёй переехал в Гранд Боург, муниципалитет Мальвинас-Аргентинас. Он там жил со своей тётей. Всегда Рамон слушал футбольные радиорепортажи.

### Клубная карьера
В 1969 году он был зачислен в футбольную академию «Ривер Плейта». Во время выступления за одну из молодёжных команд «Ривера», Норберто Яконо, главный тренер молодёжки, порекомендовал его наставнику основного состава клуба, Анхелю Лабруне, который пригласил Диаса к себе. 13 августа 1978 года Рамон дебютировал в основе клуба в игре с «Колоном», в которой его команда победила 1:0. 29 августа, в матче с «Кильмесом», Диас забил свой первый мяч за клуб; игра завершилась вничью 1:1. В составе «Ривер Плейта» Диас первоначально выступал на позиции левого форварда. Первые два сезона в команде он не был игроком основы, но в третьем, передвинувшись в центр нападения, стал твёрдым игроком стартового состава «Ривера». В клубе Диас провёл 3 года, сыграв в 123 матчах и забив 57 голов.
В 1982 году Диас перешёл в итальянский клуб «Наполи», заплативший за трансфер форварда 1,43 млн долларов. За неаполитанцев Диас провёл 1 сезон. После этого он перешёл в состав «Авеллино». В «Авеллино» Диас играл 3 сезона, и в каждом из них клуб занимал 11 место в серии А. В 1986 году Диас перешёл в «Фиорентину», где клуб оба сезона находился в середине турнирной таблицы.
Летом 1988 года Диас стал игроком «Интера». 24 августа он дебютировал в составе команды в матче Кубка Италии с «Монополи», в котором «Интер» победил 1:0. В составе «нерадзурри» Рамон быстро стал игроком основного состава, действуя на позиции второго форварда, рядом с Альдо Сереной, ставшим лучшим бомбардиром. После Серены Диас стал лучшим бомбардиром «Интера», забив 12 голов в чемпионате. По итогам сезона «Интер» стал чемпионом Италии. 25 июня 1989 года Диас провёл последний матч за клуб, в котором его команда победила «Фиорентину» 2:0.
В 1989 году Диас перешёл во французский клуб «Монако», где провёл два сезона, выиграв Кубок Франции. Затем он играл на родине за «Ривер Плейт». В первом матче после возвращения, с клубом «Сентраль Кордова», при счёте 0:1 в пользу соперников Диас не забил пенальти, но затем исправился, забил два гола и принёс победу своей команде. Всего в первых 9 играх Диас поражал ворота 8 раз, а в первенстве он забил 14 голов после возвращения, став лучшим бомбардиром чемпионата страны. 13 марта 1993 года Диас провёл последний матч с клубом «Сан-Мартин», завершившийся со счётом 1:1. Последним клубом в карьере Диаса стала японская «Иокогама Ф. Маринос».

### Международная карьера
Диас начал международную карьеру в составе молодёжной сборной до 17 лет. Затем выступал за сборную до 20 лет. В ней главный тренер команды, Луис Сесар Менотти, передвинул его на позицию центрфорварда, а под Диасом поставил Диего Марадону. В 1979 году Диас выиграл со сборной молодёжный чемпионат мира, где стал лучшим бомбардиром и получил «Бронзовый мяч» как третий игрок турнира.

В 1982 году Диас поехал в составе первой сборной на чемпионат мира. Там он провёл 3 игры и забил 1 гол, в проигранном матче с бразильцами. В последующих чемпионатах мира Диас не играл, по слухам из-за конфликтов с Марадоной и другими звёздами Аргентины, но сам Диего отрицал такое, говоря, что он, наоборот, всячески уговаривал тренеров национальной команды взять Диаса в сборную: 

Я публично заявил, что хотел бы, чтобы в состав команды вошёл Рамон Диас. Я был уверен, что с Билардо он станет совершенно другим игроком, даже лучше, чем был. Он был как раз таким игроком, которому идеально подходил тренер Билардо. В противоположность общепринятому мнению, я никогда не был против того, чтобы Рамон Диас вошёл в команду — в любую команду. А вот не понимал этого как раз Билардо.

В 1990 году ситуация повторилась: Марадона публично желал видеть в сборной Диаса, но Билардо не послушал Диего. Сам Диас сказал: «Марадона был прав. Я должен был играть. Я знаю, что он хотел меня видеть в команде, но в конце концов это дело тренера — выбирать состав».

### Тренерская карьера
Завершив карьеру игрока, Диас стал тренером, возглавив в 1995 году «Ривер Плейт». В «Ривере» Диас работал 5 лет, он выиграл с клубом 4 чемпионата Аргентины и два международных трофея — Кубок Либертадорес и Суперкубок Либертадорес. В 2000 году он покинул команду, но спустя год вновь стал главным тренером команды, которую привёл к победе в ещё одном аргентинском первенстве. Но сразу после победы Рамон ушёл из команды из-за конфликта с президентом клуба, Хосе Марией Агиларом. После перерыва в работе в декабре 2004 года Диас возглавил английский клуб «Оксфорд Юнайтед», сказав, что ему нравится английский футбол и что он бы хотел получить опыт работы в нём. В «Оксфорде» Рамон проработал до конца сезона. При нём клуб сыграл 25 игр, из которых 10 выиграл, 7 свёл вничью и 8 проиграл.
В декабре 2006 года Диас возглавил клуб «Сан-Лоренсо». В первом же сезоне Диас привёл команду к выигрышу чемпионата Аргентины. Также с клубом он дошёл до 1/4 финала Кубка Либертадорес. В июле 2008 года Диас стал тренером мексиканской «Америки», но после серии неудачных результатов в феврале 2009 года он был уволен. Затем Диас был кандидатом на пост главного тренера «Ривер Плейта», но президент команды, Даниэль Пассарелла, предпочёл ему Анхеля Каппу.
28 мая 2010 года Диас во второй раз был назначен главным тренером «Сан-Лоренсо», подписав контракт на 1 год на сумму в 800 тыс. долларов. В июле 2010 года Диас высказал желание возглавить сборную Аргентины. 13 сентября 2011 года он возглавил «Индепендьенте» вместо ушедшего в отставку Антонио Мохамеда.
30 ноября 2012 года Диас был назначен главным тренером «Ривер Плейт». Рамон сменил у руля команды Матиаса Альмейду, который был уволен со своего поста. В мае 2014 года, спустя несколько дней после победы в чемпионате страны, Диас ушёл с поста главного тренера команды.
5 декабря 2014 года Диас стал тренером сборной Парагвая. После назначения он сказал: «Это одна из самых больших проблем в моей карьере… Предстоит ещё много работы». Первым крупным турниром для команды под руководством нового тренера стал Кубок Америки 2015 года, где Парагвай в полуфинале уступил Аргентине со счётом 1:6, а в матче за третье место проиграл Перу 0:2. В следующем году сборная Парагвая не смогла выйти из группы на Кубке Америки, после чего Диас покинул пост главного тренера.
13 октября 2016 года Рамон Диас подписал годичный контракт с клубом «Аль-Хиляль» после того, как бывший менеджер Густаво Матосас был уволен. После первых успехов в чемпионате с Диасом продлили контракт ещё на год за 1,5 миллиона долларов. Под руководством Диаса команда выиграла Кубок короля и дошла до финала Азиатской Лиги чемпионов, где проиграла японской «Урава Ред Даймондс». Но в следующем розыгрыше турнира «Аль-Хиляль» не смог выйти из группы, к тому же вылетел из розыгрыша Кубка короля. 21 февраля 2018 года Диас был уволен из-за неудовлетворительных результатов.
4 ноября 2020 года подписал предварительный контракт с бразильским клубом «Ботафого». Соглашение подписано до конца 2021 года. 27 ноября 2020 года отправлен в отставку по состоянию здоровья. На его место был приглашён Эдуардо Баррока. В течение всего действия контракта на тренерской скамейке во время всех 3-х матчей Серии A 2020 (21—23 туры) Рамона заменял его сын и помощник Эмилиано. Итог — 3 поражения с одинаковым счётом 1:2 (от «Ред Булл Брагантино», «Форталезы» и «Атлетико Минейро») и предпоследнее 19-е место в турнирной таблице.
15 июля 2023 года назначен главным тренером бразильского «Васко да Гама». Контракт подписан до конца 2024 года.

## Статистика выступлений

### В клубе
| Клуб                | Лига             | Сезон            | Чемпионат | Чемпионат | Кубок | Кубок | Международные | Международные | Всего | Всего |
| Клуб                | Лига             | Сезон            | Игры      | Голы      | Игры  | Голы  | Игры          | Голы          | Игры  | Голы  |
| ------------------- | ---------------- | ---------------- | --------- | --------- | ----- | ----- | ------------- | ------------- | ----- | ----- |
| Ривер Плейт         |                  |                  |           |           |       |       |               |               |       |       |
| Примера             | 1978             | 14               | 5         | —         | —     | 0     | 0             | 14            | 5     |       |
| Примера             | 1979             | 22               | 12        | —         | —     | —     | —             | 22            | 12    |       |
| Примера             | 1980             | 40               | 22        | —         | —     | 6     | 4             | 40            | 22    |       |
| Примера             | 1981             | 47               | 18        | —         | —     | 6     | 3             | 47            | 18    |       |
| Всего               | Всего            | 123              | 57        | 0         | 0     | 12    | 7             | 135           | 64    |       |
| Наполи              |                  |                  |           |           |       |       |               |               |       |       |
| Серия А             | 1982/1983        | 25               | 3         | 9         | 3     | 4     | 2             | 38            | 8     |       |
| Всего               | Всего            | 25               | 3         | 9         | 3     | 4     | 2             | 38            | 8     |       |
| Авеллино            |                  |                  |           |           |       |       |               |               |       |       |
| Серия А             | 1983/1984        | 24               | 7         | 4         | 0     | —     | —             | 28            | 7     |       |
| Серия А             | 1984/1985        | 27               | 5         | 5         | 1     | —     | —             | 32            | 6     |       |
| Серия А             | 1985/1986        | 27               | 10        | 5         | 1     | —     | —             | 32            | 11    |       |
| Всего               | Всего            | 78               | 22        | 14        | 2     | 0     | 0             | 92            | 24    |       |
| Фиорентина          |                  |                  |           |           |       |       |               |               |       |       |
| Серия А             | 1986/1987        | 29               | 10        | 5         | 0     | 2     | 0             | 36            | 10    |       |
| Серия А             | 1987/1988        | 24               | 7         | 7         | 5     | —     | —             | 31            | 12    |       |
| Всего               | Всего            | 53               | 17        | 12        | 5     | 2     | 0             | 67            | 22    |       |
| Интер               |                  |                  |           |           |       |       |               |               |       |       |
| Серия А             | 1988/1989        | 33               | 12        | 7         | 1     | 3     | 2             | 43            | 15    |       |
| Всего               | Всего            | 33               | 12        | 7         | 1     | 3     | 2             | 43            | 15    |       |
| Монако              |                  |                  |           |           |       |       |               |               |       |       |
| Дивизион 1          | 1989/1990        | 28               | 15        | 0         | 0     | 7     | 3             | 35            | 18    |       |
| Дивизион 1          | 1990/1991        | 32               | 9         | 6         | 1     | 5     | 2             | 43            | 12    |       |
| Всего               | Всего            | 60               | 24        | 6         | 1     | 12    | 5             | 78            | 30    |       |
| Ривер Плейт         |                  |                  |           |           |       |       |               |               |       |       |
| Примера             | 1991-1992        | 31               | 20        | —         | —     | 7     | 1             | 38            | 21    |       |
| Примера             | 1992-1993        | 21               | 7         | —         | —     | 8     | 2             | 29            | 9     |       |
| Всего               | Всего            | 52               | 27        | 0         | 0     | 15    | 3             | 67            | 30    |       |
| Иокогама Ф. Маринос |                  |                  |           |           |       |       |               |               |       |       |
| Джей-Лига           | 1993             | 32               | 28        | 8         | 4     | —     | —             | 40            | 32    |       |
| Джей-Лига           | 1994             | 37               | 23        | 7         | 3     | —     | —             | 44            | 26    |       |
| Джей-Лига           | 1995             | 6                | 1         | 0         | 0     | —     | —             | 6             | 1     |       |
| Всего               | Всего            | 75               | 52        | 15        | 7     | 0     | 0             | 90            | 59    |       |
| Всего за карьеру    | Всего за карьеру | Всего за карьеру | 499       | 214       | 63    | 21    | 48            | 19            | 610   | 254   |

### В сборной
| Сборная Аргентины | Сборная Аргентины | Сборная Аргентины |
| Год               | Матчи             | Голы              |
| ----------------- | ----------------- | ----------------- |
| 1979              | 1                 | 1                 |
| 1980              | 9                 | 4                 |
| 1981              | 4                 | 1                 |
| 1982              | 8                 | 4                 |
| Total             | 22                | 10                |

### Тренерская статистика
| Команда         | Страна            | С                | До               | Статистика | Статистика | Статистика | Статистика | Статистика |
| Команда         | Страна            | С                | До               | И          | В          | П          | Н          | Побед %    |
| --------------- | ----------------- | ---------------- | ---------------- | ---------- | ---------- | ---------- | ---------- | ---------- |
| Оксфорд Юнайтед | Англия            | 9 декабря 2004   | 4 мая 2005       | 25         | 10         | 7          | 8          | 40         |
| Сан-Лоренсо     | Аргентина         | 24 декабря 2006  | 12 июня 2008     | 69         | 38         | 14         | 17         | 55.07      |
| Америка         | Мексика           | 25 июня 2008     | 12 февраля 2009  | 24         | 7          | 8          | 9          | 29.17      |
| Сан-Лоренсо     | Аргентина         | 25 мая 2010      | 24 апреля 2011   | 30         | 10         | 9          | 11         | 33.33      |
| Индепендьенте   | Аргентина         | 12 сентября 2011 | 5 марта 2012     | 20         | 7          | 5          | 8          | 35         |
| Ривер Плейт     | Аргентина         | 30 ноября 2012   | 27 мая 2014      | 67         | 31         | 17         | 19         | 46.27      |
| Парагвай        | Парагвай          | 4 декабря 2014   | 12 июня 2016     | 20         | 3          | 9          | 8          | 15         |
| Аль-Хиляль      | Саудовская Аравия | 15 октября 2016  | 20 февраля 2018  | 70         | 44         | 19         | 7          | 62.86      |
| Аль-Иттихад     | Саудовская Аравия | 1 июля 2018      | 15 сентября 2018 | 3          | 0          | 0          | 3          | 0          |
| Пирамидз        | Египет            | 14 февраля 2019  | июнь 2019        | 12         | 8          | 3          | 1          | 66.67      |
| Всего           | Всего             | Всего            | Всего            | 340        | 158        | 91         | 91         | 46.47      |

## Достижения

### Как игрок

#### Командные
- Чемпион Аргентины: Нас. 1979, Мет. 1979, Мет. 1980, Нас. 1981, Ап. 1991
- Чемпион мира (до 20 лет): 1979
- Чемпион Италии: 1988/89
- Обладатель Кубка Франции: 1990/91
- Чемпион Японии: 1995

#### Личные
- Лучший бомбардир чемпионата мира (до 20 лет): 1979 (8 голов)
- «Бронзовый мяч» третьему игроку чемпионата мира (до 20 лет): 1979
- Лучший бомбардир чемпионата Аргентины: Ап. 1991 (17 голов)
- Лучший бомбардир чемпионата Японии: 1993 (28 голов)
- Член символической сборной чемпионата Японии: 1993

### Как тренер
- Чемпион Аргентины: Ап. 1996, Кл. 1997, Ап. 1997, Ап. 1999, Кл. 2002, Кл. 2007, Фин. 2014
- Обладатель Кубка Либертадорес: 1996
- Обладатель Суперкубка Либертадорес: 1997
- Чемпион Саудовской Аравии: 2016/17
- Обладатель Саудовского кубка чемпионов: 2017